# Poa obvallata
Poa obvallata es una especie de planta fanerógama perteneciente a la subfamilia Pooideae en las Poáceas.  Es originaria de Argentina y Chile.

## Taxonomía
Poa obvallata fue descrita por Ernst Gottlieb von Steudel y publicado en Synopsis Plantarum Glumacearum 1: 258. 1854.
Etimología
Poa: nombre genérico derivado del griego poa = (hierba, sobre todo como forraje).
obvallata: epíteto latino 
Sinonimia
- Deyeuxia vulcanica Phil.
- Distichlis ammobia Phil.
- Poa boelckei Nicora
- Poa curva Nees ex Steud.
- Poa julietii Phil.
- Poa pachypogon Nees ex Steud.
- Poa phalaroides Nees ex Steud.
- Poa stachyodes Phil.
- Poa subaristata Phil.
- Poa tristigmatica É.Desv.[3][4]